# 鼻漏
鼻漏又称鼻溢、鼻溢液，是指鼻腔充斥大量黏液的一种症状。该症状口语上也称流鼻涕、流鼻水等，在人身上较为常见；多为过敏、刺激、感染引起鼻黏膜的卡他性炎症，分泌增加，导致水样鼻涕的表现。
根据分泌物的性质，可以分为水样、黏液性、黏脓性、脓性、血性、脑脊液性和干酪性鼻漏等。
鼻漏是过敏（過敏性鼻炎）和其他一些疾病（如普通感冒）的常见症狀，也是哭泣、暴露于低温、滥用可卡因或戒药（比如戒掉美沙酮等阿片类物质）表现的副作用，其他少见者有颅底损伤造成的脑脊液鼻漏，或是鼻腔或鼻窦内积聚恶臭含组织、异物或死骨的干酪状团块。出现鼻漏症状一般无需特殊治疗，不过也有不少医疗救治和预防措施可供使用；若是脑脊液鼻漏或干酪性鼻漏，则分别需神经外科、耳鼻咽喉头颈外科医师及早诊治。